# Huodao
Huodao (kinesiska: 活道) är en köping i sydöstra Kina. Den ligger i stadsdistriktet Gaoyao i staden Zhaoqing i provinsen Guangdong,  omkring 93 kilometer väster om provinshuvudstaden Guangzhou. Antalet invånare är 41 358. Befolkningen består av 20 139 kvinnor och 21 219 män. Barn under 15 år utgör 18,0 %, vuxna 15-64 år 69 %, och äldre över 65 år 12,0 %.